# Меджліс

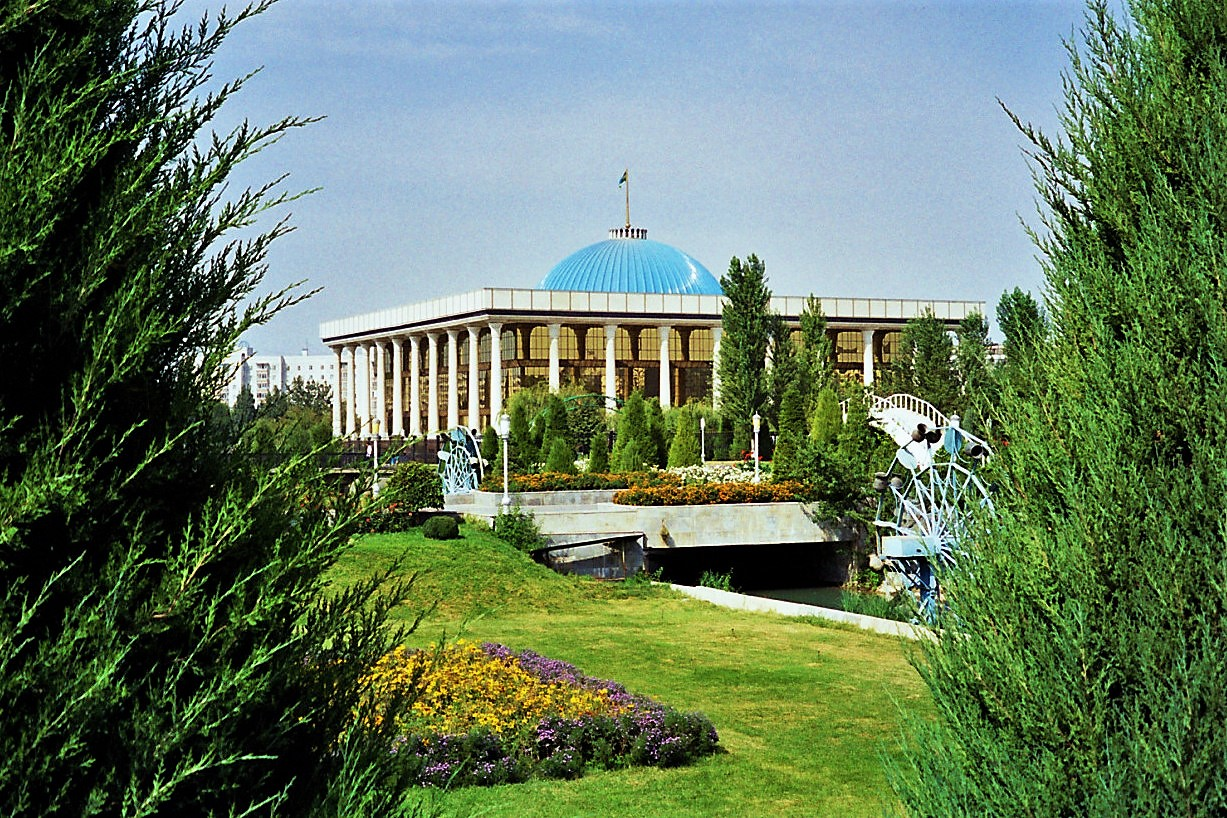

Меджліс (араб. مجلس — Majālis, дослівно — місце зборів) — законодавчо-представницький орган, аналог парламенту. Існує переважно в арабських та ісламських країнах.
Меджліс кримськотатарського народу засновано 1991 року. Меджліс кримських татар таємним голосуванням призначається Курултаєм.